# Fillmore (Kalifornia)
Fillmore város az USA Kalifornia államában, Ventura megyében. Lakosainak száma 16 419 fő (2020. április 1.).

## Népesség
A település népességének változása:
| Lakosok száma | 1597 | 15 002 | 16 419 |
|               | 1920 | 2010   | 2020   |